# Internationaler Flughafen Silberküste

i7
i11
i13
Der Internationale Flughafen Silberküste (portugiesisch: Aeroporto Internacional da Costa de Prata), auch Flughafen Figueira da Foz (portugiesisch: Aeroporto da Figueira da Foz) genannt, war als Flughafen in Figueira da Foz, Portugal, genauer gesagt in Lavos, sieben Kilometer südlich des Stadtzentrums, vorgesehen. Er sollte diese Stadt, die Silberküste und die Region Mitte erschließen. Das Projekt kam nie in Gang und wurde schließlich aufgegeben.
Das Projekt, das 1993 eröffnet werden sollte, umfasste neben dem Flughafen ein luftfahrttechnisches Ausbildungszentrum auf Universitätsniveau und längerfristig eine Hochgeschwindigkeits- oder Einschienenbahnstrecke, die den Flughafen mit dem Zentrum von Figueira da Foz und anderen Städten in der Region, darunter Coimbra, Leiria und Fátima, verbindet. Verantwortlich für das Projekt war Globo Air, ein Unternehmen mit privatem portugiesischem, nordamerikanischem und französischem Kapital, das danach strebte, eine Fluggesellschaft zu installieren, die diesen Flughafen als Drehkreuz nutzen könnte. Das Projekt wurde vom Studio Atelier da Cidade konzipiert, das ein Terminal in einem kreisförmigen Layout umfasste, das 21 Großraumflugzeuge aufnehmen konnte.